# بطمنك (البوم)
بطمنك هو اسم الألبوم الأول للفنانة شيرين بعد انفضالها من شركة فري ميوزك وتعاقدها من شركة روتانا

## أغاني الألبوم
- انا مش بتاعه الكلام ده ريمكس
- براجع نفسي
- مش عايزه غيرك أنت
- مش عايزه غيرك أنت ريمكس
- بطمنك
- بكلمة منك